# Стоктон (Калифорния)
Сто́ктон (англ. Stockton) — город в штате Калифорния, США. Административный центр округа Сан-Хоакин. 
Население города составляет 290 409 человек (на 2009 год). 
В нём расположен Музей Хэггин.

## История
Стоктон — первый город в Америке, который стал банкротом.
Пять раз (1999, 2004, 2015, 2017, 2018) город был награждён премией All-America City Award (с англ. — «Всеамериканский город») присуждаемой Национальной гражданской лигой, которую неофициально называют «Нобелевской премией за конструктивное гражданство» и которая выдается за активную гражданскую позицию жителей некорпоративных сообществ Соединённых Штатов в жизни местного самоуправления. 
Стоктон имеет репутацию города с высоким уровнем преступности по сравнению с другими городами региона и занимает второе место по уровню тяжких преступлений в Калифорнии. Администрация города приложила ряд усилий по благоустройству публичных мест, используя стратегию построенную на «теории разбитых окон», которая связывает сокращение уровня преступности с благоустройством и ремонтом последствий вандализма. 
Тем не менее, журнал «Forbes» поместил[когда?] Стоктон в список наиболее опасных городов США на 5-е место (в 2012 — 10-е место, в 2020 — 8-е место)

## Климат
| Показатель                    | Янв. | Фев. | Март | Апр. | Май  | Июнь | Июль | Авг. | Сен. | Окт. | Нояб. | Дек. | Год  |
| ----------------------------- | ---- | ---- | ---- | ---- | ---- | ---- | ---- | ---- | ---- | ---- | ----- | ---- | ---- |
| Абсолютный максимум, °C       | 23,8 | 25,5 | 30,5 | 37,7 | 41,6 | 43,8 | 46,1 | 42,7 | 42,2 | 38,3 | 29,4  | 22,7 | 46,1 |
| Средний суточный максимум, °C | 12,4 | 16,2 | 19,3 | 22,8 | 27,5 | 31,5 | 34,4 | 33,7 | 31,3 | 25,8 | 18,1  | 12,4 | 23,8 |
| Средняя температура, °C       | 8,0  | 10,6 | 12,8 | 15,5 | 19,4 | 22,8 | 25,1 | 24,6 | 22,6 | 18,0 | 12,0  | 7,8  | 16,6 |
| Средний суточный минимум, °C  | 3,5  | 4,9  | 6,3  | 8,1  | 11,2 | 14,1 | 15,9 | 15,5 | 14,0 | 10,2 | 5,8   | 3,2  | 9,4  |
| Абсолютный минимум, °C        | −8,8 | −5,5 | −2,7 | 0,0  | 2,2  | 7,2  | 9,4  | 8,3  | 5,5  | 0,5  | −3,8  | −8,3 | −8,8 |
| Норма осадков, мм             | 69   | 64   | 53   | 24   | 13   | 2    | 0    | 0    | 7    | 20   | 42    | 56   | 356  |
| Источник: NWS                 |      |      |      |      |      |      |      |      |      |      |       |      |      |

## Города-побратимы
- Сидзуока, Япония (1959)
- Илоило, Филиппины (1965)
- Эмпальме, Мексика (1973)
- Фошань, Китай (1988)
- Парма, Италия (1998)
- Баттамбанг, Камбоджа (2004)
- Асаба, Нигерия (2006)